# Georges Audoubert
Pour les articles homonymes, voir Audoubert.
Georges Audoubert est un acteur français qui fut pensionnaire de la Comédie-Française, né le 19 novembre 1921 à Marseille et mort le 10 janvier 1984 dans le 17e arrondissement de Paris.

## Filmographie

### Cinéma
- 1963 : La Cuisine au beurre de Gilles Grangier : un client
- 1965 : La Grosse Caisse d'Alex Joffé : un garde mobile
- 1973 : Prêtres interdits de Denys de La Patellière: le père de Françoise
- 1979 : L'Avare de Jean Girault : Anselme

### Télévision
- 1956 : En votre âme et conscience, épisode : La Mort de Monsieur de Marcellange de  Claude Barma
- 1961 : Le Théâtre de la jeunesse : Gaspard ou le petit tambour de la neige de Claude Santelli, réalisation Jean-Pierre Marchand
- 1963 : Le Théâtre de la Jeunesse : Mon oncle Benjamin mise en scène de René Lucot
- 1966 : Le Théâtre de la Jeunesse : La Clef des Cœurs réalisation Yves-André Hubert
- 1966 : Au théâtre ce soir : À la monnaie du Pape de Louis Velle, mise en scène de l'auteur, réalisation Pierre Sabbagh, Théâtre Marigny
- 1967 : Le Théâtre de la jeunesse : Le Secret de Wilhelm Storitz d'Éric Le Hung
- 1967 : Jean de la Tour Miracle : épisode 5 : le chef des brigands
- 1967 : L'Ami Fritz d'Erckmann- Chatrian, Schoultz, réalisation Georges Folgoas[2]
- 1968 : Le Bourgeois gentilhomme, téléfilm de Pierre Badel
- 1969 : Au théâtre ce soir : Les Enfants d'Édouard de Marc-Gilbert Sauvajon d'après Frederick J. Jackson et Roland Bottomley, mise en scène Jean-Paul Cisife, réalisation Pierre Sabbagh, Théâtre Marigny
- 1970 : Au théâtre ce soir : Cherchez le corps, Mister Blake de Frank Launder, Sidney Gilliat, mise en scène Georges Vitaly, réalisation Pierre Sabbagh, Théâtre Marigny
- 1970 : La Brigade des maléfices : épisode Le Fantôme des HLM
- 1974 : Cadoudal de Guy Séligmann
- 1975 : Ondine de Jean Giraudoux, réalisation Raymond Rouleau, Comédie-Française
- 1975 : Le Cigalon, d'après Marcel Pagnol, réalisation Georges Folgoas, avec Michel Galabru, Andréa Ferréol, Bernard Pinet, Roger Carel, Marco Perrin, Henri Virlojeux, Andrex
- 1976 : Messieurs les jurés : L'Affaire Perissac d'André Michel : l'Avocat Général
- 1978 : Les Folies Offenbach, épisode La Valse oubliée de Michel Boisrond
- 1981 : Au théâtre ce soir : La Quadrature du cercle de Valentin Kataïev, mise en scène Georges Vitaly, réalisation Pierre Sabbagh, Théâtre Marigny
- 1983 : Le Général a disparu d'Yves-André Hubert: Charles de Gaulle.